# Agilmar de Vienne
Pour les articles homonymes, voir Agilmar.
Agilmar ou Aguilmar, mort le 6 juillet 859, est un abbé, archevêque de Vienne et archichancelier impérial, du milieu du IXe siècle.

## Biographie

### Abbé et archichancelier impérial
Agilmar ou Aguilmar (que l'on trouve également rédigé sous les formes suivantes :Angilmard, Agilmarus, Agilmari, Egilmar, Agelmar) est abbé de Saint-Claude (Saint-Oyend),,,., dans le massif du Jura, vers 832 à 850.
À partir de 835, il est nommé archichancelier de l'empereur Lothaire Ier,,. Il garde cette fonction jusqu'en 843. Il ne semble jouer « aucun rôle appréciable sous le règne de son fils », Lothaire II.

### Archevêque
Il monte sur le siège de l'Église Vienne tout en restant abbé, vers 841. Il est mentionné pour la première fois le 14 juin 842, selon le Regeste dauphinois, dans un échange entre l'archevêque et Rostaing et son épouse Suficia. On le retrouve dans un autre diplôme impérial, daté du 30 décembre 842, dans lequel Lothaire Ier confirme la possession du monastère créé par l'archevêque Barnard à l'Église de Vienne.
Une convention d'échange entre Agilmar et Rostaing v. 842/848, où l'archevêque « cède ses biens situés in valle Venusca, au pagus de Vienne, et les villae Canalilias, Potiolis, Flaviacus et Puxerolas, au royaume d'Aquitaine, contre les villae Calmis et Cungnus, au pagus de Lyon. » L'acte est confirmé le 23 novembre 848, nous dit l'auteur du Regeste dauphinois.
Le 22 octobre (843), Agilmar fait l'objet d'un nouveau diplôme impérial dans lequel la possession « de ses biens paternels et maternels, et de ceux qu'il a acquis ou acquerra » lui sont confirmés. À cette occasion, l'empereur « restitue et confirme à Agilmar, archevêque de Vienne et archichancelier de son palais et à l'église de St-Maurice la villa Tolianus (Tullins) et tout ce qu'ils possédaient dans le pagus Tolianensis ».
Le 11 novembre (848), Agilmar se rend à la cour de l'Empereur, à Thionville. À cette occasion Agilmar reçoit une confirmation pour les biens échangés avec Rostaing Il reçoit un second diplôme impérial qui l'autorise à percevoir des droits sur ce qui est perçus sur le marché de Pavezin.
Le 3 juillet (853), il participe à une enquête diligentée par l'empereur, aux côtés de l'archevêque de Lyon, Rémi.
Après le 8 janvier 855, il participe à un concile se tenant à Saint-Laurent-les-Mâcon et réunissant les évêques des provinces de Lyons et de Vienne. Le synode publie 4 canons « au sujet de l'usurpation des biens d'Église et des crimes qui pullulaient ».
Charles, roi d'Aquitaine, dans un diplôme du 23 novembre (856), garantit la « protection et sauvegarde les biens paternels et maternels qu'Agilmar, archevêque [de Vienne], possède dans les royaumes d'Aquitaine et de Bourgogne ». Probablement celui donné le « 23 novembre 842, [où] Charles le Chauve mettait les biens personnels de l' archevêque […], sis en Aquitaine et en Bourgogne, « sub nostra tuitione atque defensionis munimine ». » (sous sa protection)
Charles, roi de Provence, restitue à l'église de Saint-Maurice de Vienne, sous l'insistance de Girard, comte [de Vienne] et l'archevêque Rémi de Lyon, « la villa de Tullins (Tollianum), au comté de ce nom et au pagus de Vienne, la villa de Génissieux (Giniciacum) au comté de Vienne, et l'église de St-Marcel hors des murs de Vienne, entre les deux châteaux Heumedium (Pipet) et Crappum (St-Just). »
Vers la décennie 850 (Chevalier donne l'année 858), Agilmar participe à l'assemblée de Sermorens qui réunit les provinces de Vienne, de Lyon et d'Arles. Au cours de cette assemblée, il obtient la restitution des biens obtenus de l'empereur Lothaire.
Le 18 mai (858), nouveau diplôme de Charles, roi de Provence accordant à l'archevêque la propriété de terres dans le pagus de Lyon.

### Mort et succession
La date de la mort d'Agilmar fait débat. Pour les abbés et historiens spécialistes de la liste épiscopale, sa mort remonte au 6 juillet 859, pour Chevalier (1879), il propose dans le Regeste dauphinois (1912) ensuite les années 859 ou 860, tout comme Duchesne (1894). L'historien René Poupardin (1901) donne la date du 6 juillet 860 (en annexe on trouve cependant la date du 16 juillet). Poupardin retient l'année 860 car « elle est fournie par un ancien catalogue, provenant du cartulaire de Grenoble ». Gérard Lucas, spécialiste des textes anciens et auteur d'une étude Vienne dans les textes grecs et latins (2018), donne quant à lui le 7 juillet 859.
Son corps est inhumé dans l'église du monastère Saint-Pierre de Vienne, selon la tradition,.
Lucas (2018) précise qu'il y a une période de vacance du siège (Sede vacante), avant qu'Adon lui succède,, vers le mois de novembre 860.

### Regeste dauphinois
1. 1 2  Regeste dauphinois, p. 112, Tome 1, Fascicules 1-3, Acte no 668 (présentation en ligne).
2. ↑  Regeste dauphinois, p. 117, Tome 1, Fascicules 1-3, Acte no 699 (présentation en ligne).
3. ↑  Regeste dauphinois, p. 111, Tome 1, Fascicules 1-3, Acte no 666 (présentation en ligne).
4. 1 2  Regeste dauphinois, p. 112, Tome 1, Fascicules 1-3, Acte no 669 (présentation en ligne).
5. ↑  Regeste dauphinois, p. 113, Tome 1, Fascicules 1-3, Acte no 674 (présentation en ligne).
6. ↑  Regeste dauphinois, p. 113, Tome 1, Fascicules 1-3, Acte no 674 (présentation en ligne).
7. 1 2  Regeste dauphinois, p. 115, Tome 1, Fascicules 1-3, Acte no 686 (présentation en ligne).
8. ↑  Regeste dauphinois, p. 115, Tome 1, Fascicules 1-3, Acte no 685 (présentation en ligne).
9. ↑  Regeste dauphinois, p. 116, Tome 1, Fascicules 1-3, Acte no 692 (présentation en ligne).
10. 1 2  Regeste dauphinois, p. 117, Tome 1, Fascicules 1-3, Acte no 697 (présentation en ligne).
11. ↑  Regeste dauphinois, p. 118, Tome 1, Fascicules 1-3, Acte no 705 (présentation en ligne).
12. ↑  Regeste dauphinois, p. 118, Tome 1, Fascicules 1-3, Acte no 706 (présentation en ligne).
13. 1 2  Regeste dauphinois, p. 119, Tome 1, Fascicules 1-3, Acte no 709 (présentation en ligne).
14. ↑  Regeste dauphinois, p. 120, Tome 1, Fascicules 1-3, Acte no 711 (présentation en ligne).
15. 1 2  Regeste dauphinois, p. 122, Tome 1, Fascicules 1-3, Acte no 722 (présentation en ligne).

### Autres références
1. 1 2  Ferroul-Montgaillard, Histoire de l'abbaye de St-Claude : depuis sa fondation jusqu'à son érection en évêché, volume 1 (de l'origine jusqu'à 1186), édition F. Gauthier, 1834, pp. 318-319 [lire en ligne].
2. 1 2 3  Ulysse Chevalier, Notice chronologico-historique sur les archevêques de Vienne : d'après des documents paléographiques inédits, Vienne, 1879, 18 p. (lire en ligne), p. 10.
3. 1 2 3 4 5  Louis Duchesne, Fastes épiscopaux de l'ancienne Gaule. Provinces du Sud-Est (tome premier), vol. 3, Paris, Thorin et fils, 1894, 356 p. (lire en ligne), p. 150.
4. ↑  Louis Duchesne, Fastes épiscopaux de l'ancienne Gaule. Provinces du Sud-Est (tome premier), vol. 3, Paris, Thorin et fils, 1894, 356 p. (lire en ligne), p. 203.
5. 1 2 3 4  René Poupardin, Le Royaume de Provence sous les Carolingiens, 855-933, Paris, Librairie Émile Bouillon, 1901, 468 p. (lire en ligne), p. 252.
6. 1 2  René Poupardin, Le Royaume de Provence sous les Carolingiens, 855-933, Paris, Librairie Émile Bouillon, 1901, 468 p. (lire en ligne), p. 34.
7. 1 2  Robert-Henri Bautier, Chartes, sceaux et chancelleries : études de diplomatique et de sigillographie médiévales (Volume 2), École des chartes, coll. volume 34 de Mémoires et documents de l'École des chartes, 1990, 923 pages, p. 470.
8. ↑  Arthur Giry, Maurice Prou, Georges Tessier sous la direction de Ferdinand Lot, Recueil des actes de Charles II le Chauve, roi de France (840-877), Imprimerie nationale, Paris, 1955, tome 1, 840-860, p. 2228.
9. 1 2  René Poupardin, Le Royaume de Provence sous les Carolingiens, 855-933, Paris, Librairie Émile Bouillon, 1901, 468 p. (lire en ligne), p. 41.
10. 1 2 3  Gérard Lucas, Vienne dans les textes grecs et latins: Chroniques littéraires sur l'histoire de la cité, des Allobroges à la fin du Ve siècle de notre ère, MOM Éditions, coll. « Travaux de la Maison de l’Orient et de la Méditerranée », 2018, 345 p. (ISBN 978-2-35668-185-0, lire en ligne), pages 247-270 : « Adon de Vienne, Chronique », notamment le « Tableau récapitulatif de la liste des évêques de Vienne jusqu'à Avit ».